# Ilia Calderón
 Ilia Calderón Chamat é uma jornalista colombiana. Nascido em Chocó em 1972, Calderón atualmente trabalha como âncora do noticiário noturno nacional da Univision, Noticiero Univision, ao lado de Jorge Ramos . Ela também é apresentadora da revista semanal de notícias da Univision, Aquí y Ahora .

## Educação e início de carreira
Formou-se em serviço social pela Universidade de Antioquia. Apresentou vários noticiários, primeiro no canal regional Teleantioquia e, posteriormente, no canal de televisão nacional Noticiero CM&amp;. Três anos depois, ela foi para a Telemundo, onde apresentou a edição de fim de semana do Noticiero Telemundo e um segmento no programa matinal Cada Día con María Antonieta .
Em 2005, foi submetida a uma operação bem-sucedida para remover um tumor uterino .
Em março de 2007, deixou a Telemundo para apresentar a edição de fim de semana do Primer Impacto da Univision. Dois anos depois, o apresentador do Primer Impacto, Fernando del Rincon, foi demitido, e Ilia se tornou uma coapresentadora regular na edição de segunda a sexta, com Barbara Bermudo deixando a edição de fim de semana para Satcha Pretto .
Em 2010, enquanto ainda era co-âncora do Primer Impacto, ela se tornou co-âncora da edição semanal de outro noticiário, este noturno, da Univision, Noticiero Univision Edición Nocturna .
Em 3 de junho de 2011, a Univision anunciou que Pamela Silva ingressaria no programa Primer Impacto, substituindo Ilia Calderón, que permaneceu no Noticiero Univision Edición Nocturna .
Ela ganhou um prêmio Emmy por sua entrevista de 2017 com o mago imperial da Ku Klux Klan, Christopher Barker. Em dezembro daquele mesmo ano, substituiu a ex-apresentadora Maria Elena Salinas no Noticiero Univision, tornando-se a primeira afro-latina a apresentar um noticiário no horário nobre durante a semana, para uma grande rede de transmissão nos Estados Unidos.
Em 15 de março de 2020, ela co-organizou o décimo primeiro debate presidencial do partido democrata na CNN, com Jake Tapper e Dana Bash .
Em 27 de setembro de 2023, ela co-organizou o segundo debate presidencial do partido republicano na Fox Business com Stuart Varney e Dana Perino .

## Vida pessoal
Ela é casada com Eugene Jang; eles têm uma filha chamada Anna Jang-Calderon.